# Villa de May

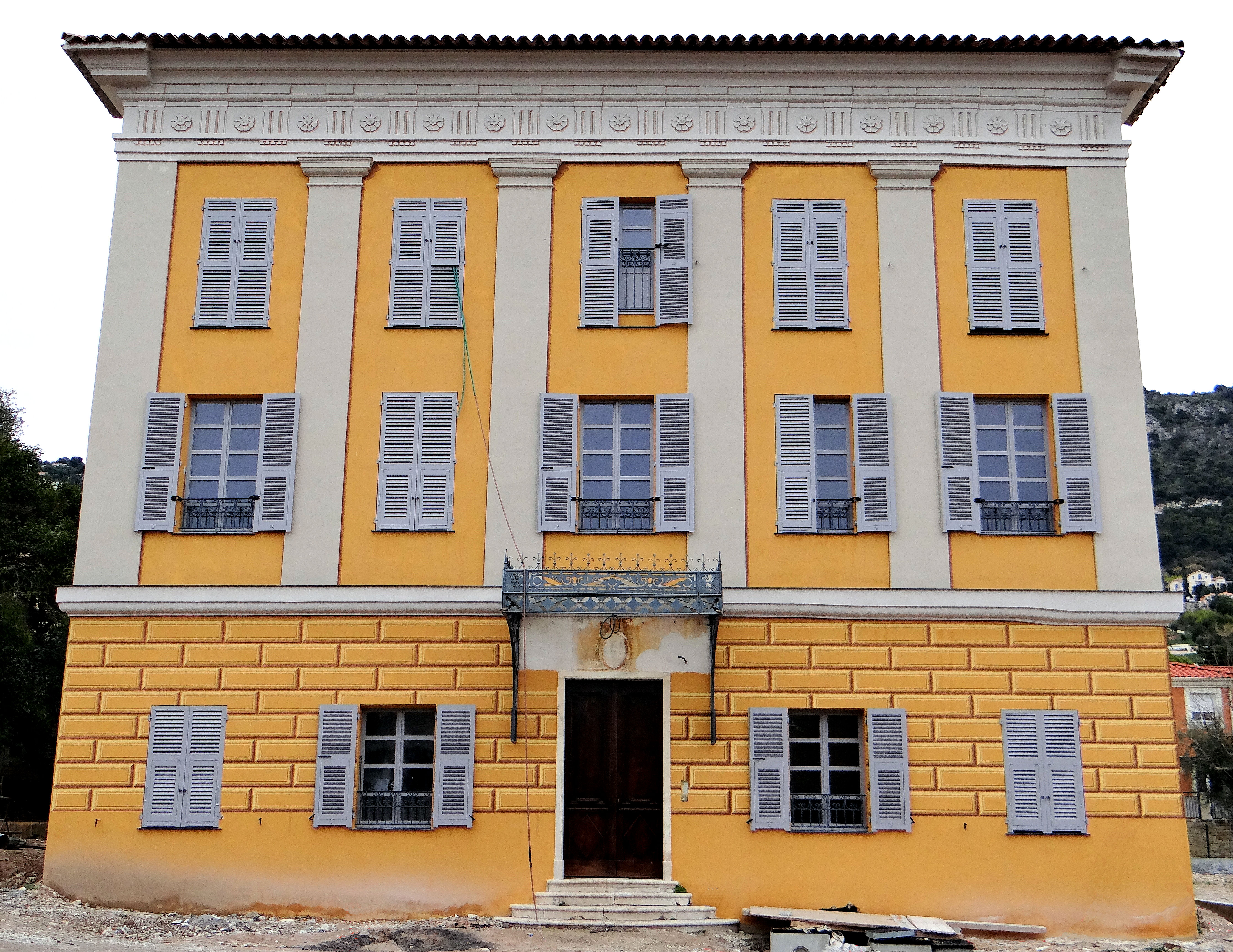

O Villa de May é uma mansão histórica em Beaulieu-sur-Mer, na rança. Foi construída em 1826 para Gaétan de May. Foi comprada pela cidade de Beaulieu-sur-Mer em 1967 e foi designada como monumento histórico em 25 de janeiro de 1980.  Agora abriga um conservatório de música.